# Iniciativa Internacionalista-La Solidaridad entre los Pueblos
Iniciativa Internacionalista-La Solidaridad entre los Pueblos (II-SP) fue el nombre de una candidatura a las elecciones al Parlamento Europeo de 2009 por la circunscripción de España, fruto de la coalición entre Izquierda Castellana y Comuner@s, y compuesta por representantes y militantes de diversos partidos y movimientos sociales extraparlamentarios de izquierda y de distintos sindicatos. Se autodefinía como una unión de «fuerzas soberanistas e independentistas de izquierdas, las fuerzas políticas de la izquierda estatal respetuosas con los derechos nacionales de los diversos pueblos oprimidos por el Estado español, así como de importantes movimientos sociales y sindicales».
Iniciativa Internacionalista se vio inmersa en un proceso judicial que pretendía anular la candidatura en aplicación de la Ley de Partidos al considerar a la candidatura como una sucesora de Batasuna, a su vez ilegalizada por sus vínculos con ETA. El Tribunal Supremo anuló el 16 de mayo de 2009 la candidatura, estimando las acusaciones de la Fiscalía General y la Abogacía del Estado en el sentido descrito. Sin embargo, el Tribunal Constitucional estimó el amparo solicitado por la candidatura y anuló la decisión del Supremo, por lo que finalmente esta pudo concurrir a las elecciones al Parlamento Europeo de ese mismo año.

## Apoyos a la candidatura

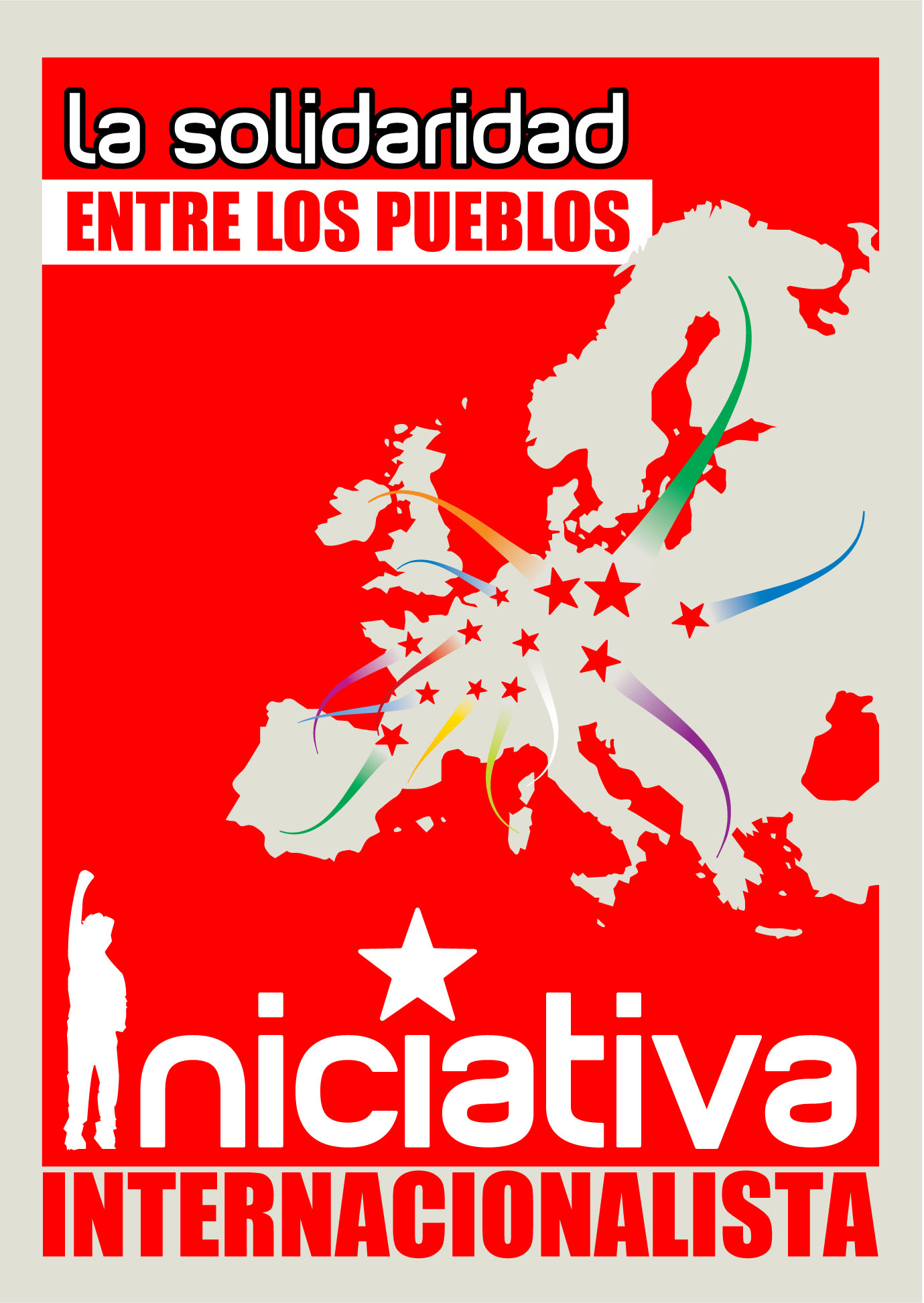
Cartel en castellano de la candidatura. También se editaron carteles en euskera, aragonés, catalán, gallego y asturiano.

Además de los partidos nacionalistas castellanos que conformaron la coalición, participaron en la misma las organizaciones políticas Corriente Roja, Iniciativa Comunista y Lucha Internacionalista. Junto a ellas, participaron en la candidatura o la apoyaron las siguientes organizaciones independentistas de izquierda:
Desde Aragón, participó en la candidatura la organización política Cucha Independentista Aragonesa y pidió el voto para la misma Puyalón de Cuchas y la organización juvenil Chobenalla Aragonesista, escisión juvenil de CHA.
Desde Andalucía, la apoyaron a título individual miembros de la organización juvenil independentista Jaleo!!!, y fue avalada por el Colectivo de Unidad de los Trabajadores - Bloque Andaluz de Izquierdas, formación integrante en aquellos momentos de la coalición Izquierda Unida.
Desde Canarias, la apoyaron los partidos políticos Unidad del Pueblo y Alternativa Popular Canaria, el sindicado Frente Sindical Obrero de Canarias y la organización juvenil Isûkân.
Desde los Países Catalanes participó en la candidatura la organización política Endavant, y la apoya el Col·lectiu Republicà Baix Llobregat. También mostraron su apoyo a título personal, militantes de organizaciones de la izquierda independentista catalana como Maulets, Coordinadora d'Assemblees de Joves de l'Esquerra Independentista (CAJEI), Sindicat d’Estudiants dels Països Catalans (SEPC) Candidatura d’Unitat Popular (CUP), Comitè Català de Solidaritat Internacionalista (CCSI) y Terra i Llibertat. Además, militantes y cuadros del Partit Socialista de Mallorca-Entesa Nacionalista (PSM-EN) y de Joves d'Esquerra Nacionalista (JEN-PSM) en Baleares apoyaron también la candidatura.
Desde Euskal Herria, el exportavoz de Batasuna Arnaldo Otegi, acompañado de la cabeza de lista por Vizcaya de la candidatura ilegalizada D3M Itziar Lopategi y la dirigente de Acción Nacionalista Vasca Miren Legorburu, pidieron el voto de la izquierda abertzale para la candidatura tras la decisión del Tribunal Constitucional. Otegi afirmó que su propósito inicial había sido presentar una lista con otras fuerzas independentistas y de izquierdas, lo que había sido imposible. Tras haber constatado que tampoco podrían haberse presentado con siglas propias o su opción legal en Francia, Euskal Herriaren Alde, habrían decidido pedir el voto para Iniciativa Internacionalista, tras la petición efectuada el día anterior por dicha organización, la cual a pesar de no ser una lista de la izquierda abertzale, «recoge buena parte de los planteamientos que la izquierda abertzale ha hecho». También la apoyan la organización internacionalista vinculada a la izquierda abertzale Askapena, Euskal Herriko Komunistak, Euskal Herriko Alderdi Komunista Iraultzailea (EHAKI), Ekimen Komunista, Kimetz y el exdirigente del sindicato abertzale LAB Rafael Díez Usabiaga, quien pidió el voto en un artículo publicado en Gara el 24 de mayo de 2009.
Desde Galicia, participaron en la coalición los partidos Frente Popular Galega, y el Partido Comunista do Povo Galego, además del sindicato Central Unitaria de Traballadores/as (CUT). La apoyaron las organizaciones Ceivar y Nova Esquerda Socialista, los sindicatos y organizaciones Confederación Intersindical Galega (CIG), Sindicato Labrego Galego, Encontro Irmandiño, Movemento Galego ao Socialismo, la organización juvenil Assembleia da Mocidade Independentista (AMI) y la formación Nós-Unidade Popular.
También mostraron su apoyo personas del mundo de la cultura como Carlo Frabetti, Santiago Alba Rico, Andrés Sorel, Javier Sádaba y Alfredo Grimaldos, militantes descontentos de Izquierda Unida, como la agrupación de Bigastro, que ha anunciado su salida de IU y los activistas anti-bolonia expulsados de la Universidad Autónoma de Barcelona.
Además se formaron diversos comités de apoyo de carácter «nacional» como los de Andalucía, Asturias, Aragón Canarias, Castilla, Galicia, Países Catalanes y Euskal Herria. Y locales como los de Madrid, Madrid sur, Mallorca, Valencia, Valladolid, Tarragona (que denunció la intervención de material de propaganda por parte de la guardia urbana), Panadés, Santa Coloma de Gramanet, Tarrasa, San Cugat del Vallés, San Vicente dels Horts y Bajo Llobregat.

## Componentes de la candidatura

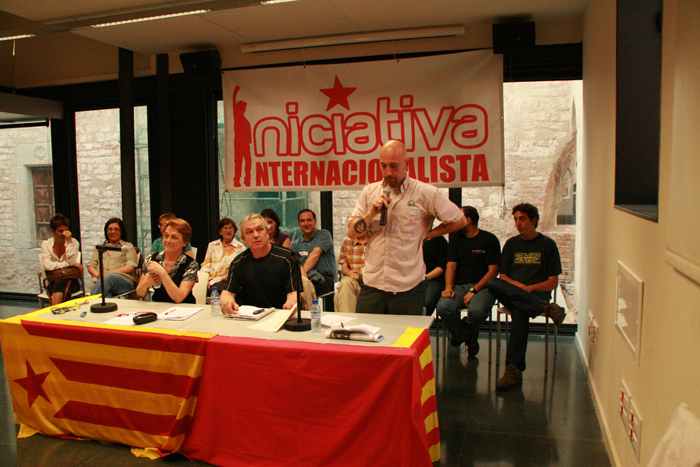
Presentación de la candidatura en Barcelona.

En el comunicado de prensa emitido el 5 de mayo, la candidatura dio a conocer los integrantes de la lista especificando que la composición de la misma [pretendía] ser reflejo, inevitablemente limitado, de la lucha de las clases trabajadoras y de los Pueblos, mantenida a lo largo de estos años en defensa de los derechos políticos y sociales y que otras personas con importante significación en las luchas políticas y sociales que están implicadas en este proyecto y que no aparecen en la candidatura, irán visualizando su apoyo a ésta a través de otras expresiones a lo largo del proceso. Los 25 primeros miembros de la candidatura fueron los siguientes:
1. Alfonso Sastre Salvador. Escritor y dramaturgo.
2. Doris Benegas Haddad. Cabeza de lista en diversas elecciones de Izquierda Castellana.
3. Josep Garganté Closa. Sindicalista de Cataluña. Concurrió a las elecciones sindicales de 2006 de Transportes Metropolitanos de Barcelona.
4. Zésar Corella Escario. Exdirigente de Chobenalla Aragonesista, histórico militante del nacionalismo aragonés.
5. Angeles Maestro Martín. Líder de Corriente Roja.
6. Xosé Luís Méndez Ferrín. Escritor y poeta en lengua gallega; miembro del Frente Popular Galega (FPG). Fue presentado como candidato al Premio Nobel de Literatura en 1999 por la Asociación de Escritores en Lengua Gallega.[57]
7. Juan Ignacio Orengo. Metalúrgico y sindicalista del Sector crítico de Comisiones Obreras. Militante de Corriente Roja.
8. Antonio Sardá Artiles. Miembro de la Confederación Intersindical Canaria (CIG).
9. Gloria Berrocal. Actriz y locutora de radio.
10. Alicia Pérez Herranz. Conocida artísticamente como Alicia Hermida, nombre con el que firmó un manifiesto de apoyo a la candidatura, es actriz y profesora de interpretación. Tiene una dilatada trayectoria profesional.
11. Antonio Nicolás Maira Rodríguez. Antiguo director de InSurGente.org.
12. Jaime Losada Badía. Dramaturgo.
13. Concepción Bosch Riera. Fue en las listas de Barcelona per l'Autodetarminació (BxA) - Federació d'Independents de Catalunya (FIC) en las municipales de 2007 al ayuntamiento de Barcelona.
14. Celia Camps Pérez.
15. David Pérez Ramos. Miembro del Grupo de Trabajo contra Bolonia del Rectorado de la Universidad de Sevilla.
16. Xan Andrés Carballo Rodríguez. Secretario de Acción Sindical de la Confederación Intersindical Galega. Fue candidato al Senado en 2004 y al Parlamento de Galicia en 2005 por Frente Popular Galega. En 2000 fue nombrado vocal del Consejo Gallego de Servicios Sociales en representación del CIG.
17. Mustafa Bachir Mohamed. Miembro del comité de empresa de Controlex España. Vocal de inmigración de la Asociación de Vecinos del Puente de Vallecas (Madrid).
18. Adrián Ruiz Ibáñez. Miembro de Corriente Roja.
19. Guillerma Silva Díaz. Sindicalista del sector de la automoción.
20. Violeta Benítez.
21. Alfonso Araque Macias. Sindicalista de Madrid.
22. Luis Nicanor Ocampo Pereira. Secretario general de Izquierda Castellana.
23. Luna María Fajó Castro.
24. María Rocío Mielgo Blanco. Fue candidata al Senado por Palencia en 2008 por la candidatura Comuner@s.
25. José Estrada Cruz. Sindicalista y antiguo concejal en el Ayuntamiento de Tarragona.

## Ideología
El programa de Iniciativa Internacionalista - La Solidaridad entre los Pueblos constaba de cinco puntos, hechos públicos en la presentación de la candidatura el 17 de abril:
- Justicia social. La crisis deben pagarla sus responsables: los capitalistas. Acusan al sistema económico español de ser especialmente agresivo debido a su tasa de temporalidad, que sería la causa de la mayor tasa de paro y de empleo eventual de la UE. También acusan al sistema de pretender imponer peores condiciones de trabajo y reducir las prestaciones sociales. Para hacer frente a estas acciones llaman a la movilización, pidiendo un plan de rescate de los trabajadores y proponiendo medidas anticapitalistas.

- Libertades democráticas plenas. Denuncian un pretendido recorte de los derechos civiles (derecho a la no discriminación por razones ideológicas, de lengua y cultura, de edad o de género; derecho a la libre expresión; derecho a no ser represaliado, torturado o procesado por las propias ideas; derecho de sufragio). Acusan al sistema político español emanado de la Transición de no respetar el derecho de autodeterminación de las naciones y pueblos que estarían bajo [la] jurisdicción del Estado español. Le acusan también de ser un pozo de corrupción.

- No a la discriminación de género. Afirman que tal principio es actualmente un mero enunciado formal y vacío de contenido y piden la implantación de la regulación necesaria para que las mujeres tengan el derecho y la posibilidad real de controlar su cuerpo, su sexualidad y su capacidad reproductiva.

- Derechos políticos. Reclaman el derecho de autodeterminación así como la normalización de su lengua y su cultura nacionales.

- Contra la Europa del capital. Se manifiestan en contra de la Europa del capital y a favor de la Europa de los pueblos. Reclaman la salida de la OTAN. Rechazan también la especulación y reclaman respeto por el medio ambiente. Defienden la soberanía alimentaria y reclaman la primacía del sector público frente al privado.

Con motivo del proceso abierto a la candidatura para su anulación, por presunta continuidad respecto a partidos políticos ilegalizados por su pertenencia al entramado armado de ETA, emitieron una nota de prensa (20 de mayo de 2009) en la que descalificaban el sistema político español, al que acusaban de no ser democrático por las siguientes razones:
1. Ilegitimidad de origen: cuestionan la legitimidad de origen del sistema político al haber jurado el rey Juan Carlos I las Leyes Fundamentales del Movimiento, estructura jurídica básica de la dictadura franquista. Acusaban también a la Constitución de haberse elaborado sin la participación de todas las fuerzas políticas.
2. Falta de separación de poderes: para ello ponían como ejemplo el impulso dado por el Gobierno (a través de la Fiscalía y la Abogacía del Estado) a la petición de anulación de su lista.
3. Falta de libertades fundamentales: reiteraban lo expuesto en el manifiesto hecho público al presentar la candidatura. Además, sostenían que no existía libertad de expresión ni de prensa, de asociación o de manifestación, puesto que se habían cerrado periódicos, se habían ilegalizado organizaciones políticas y se habían prohibido manifestaciones cuando no interesan al poder.
4. Presencia de presos políticos: afirman que en España se encarcela a gente por profesar y defender políticamente un determinado proyecto.
5. Inseguridad jurídica: cuestionan la seguridad jurídica en España afirmando que el funcionamiento institucional es "a la carta", en función de los intereses de cada momento o de la posición política, económica o social.
6. Desigualdad ante la ley: para lo que ponían como ejemplo la irresponsabilidad penal del rey, afirmando que dicha disposición constitucional se extiende a su familia.
7. Carácter represivo de las fuerzas de orden público: afirman que en España su objetivo es neutralizar a la oposición política y social. Ejemplos de dicho objetivo serían los malos tratos, las torturas, o las muertes que según ellos ocurrirían en comisarías o cuartelillos y las desapariciones.

Tras la decisión del Tribunal Constitucional de permitirles concurrir a las elecciones, afirmaron que su campaña, se ha visto impactada por todo lo que ha ocurrido y añadieron a las líneas fundamentales de la misma, el impulso de una solución dialogada, política y democrática al conflicto vasco y la defensa de la racionalidad como método de acción intelectual.

## Impugnación de la candidatura

### Anulación por el Tribunal Supremo
Al poco tiempo de su presentación algunos medios de comunicación como ABC o la COPE comenzaron a barajar la posibilidad que dicha candidatura fuera un instrumento de Batasuna para obtener voz en el Parlamento Europeo, dada su ilegalidad y la dificultad para presentar listas propias sin que fueran ilegalizadas. Entre los posibles indicios se citaba el que Alfonso Sastre apoyó la lista Herritarren Zerrenda a las elecciones europeas de 2004 (anulada por sucesora de Batasuna) y fuese posteriormente candidato de Acción Nacionalista Vasca a senador por Guipúzcoa en las elecciones generales de 2008 (las candidaturas de ANV fueron ilegalizadas por ser continuación de Herri Batasuna), o el que Doris Benegas hubiera participado en un mitin de Herri Batasuna en 1984 y en noviembre de 2004 en un acto de apoyo a Batasuna, en un homenaje al miembro de ETA Francisco Mujika Garmendia en 1985, así como a una manifestación en Bilbao en 2004 de apoyo a la candidatura de Herritarren Zerrenda.
A eso se sumaron supuestas relaciones mantenidas por IzCa y Comuner@s, partidos miembros de la coalición, con la organización juvenil Segi, ilegalizada en 2001. En este sentido, en abril de 2008 el colectivo Manos Limpias presentó una denuncia contra IzCa, instando a la ilegalización de la formación y acusándola de ser uno de los brazos "legales" del entorno de Batasuna fuera del País Vasco. La denuncia fue admitida a trámite por la Audiencia Provincial de Valladolid, pero finalmente archivada por la Audiencia Nacional en junio del mismo año.
Se señalaba también la participación en la candidatura de Francisco Javier Belarra, excandidato de Euskal Herritarrok y ANV, que participó en la presentación de la candidatura el 17 de abril en Madrid; o que Ángeles Maestro, líder de Corriente Roja, también tuvo relación a lo largo de los años con el entorno de Batasuna, habiendo participado en mayo de 2004 (cuando aún era militante de Izquierda Unida) junto con el miembro del sindicato LAB Rafael Díez Usabiaga y Doris Benegas en un acto de apoyo a Herritarren Zerrenda. También, en noviembre del mismo año, en la presentación de la propuesta de Anoeta en Madrid junto a Pernando Barrena y Doris Benegas, mostrando su apoyo al Partido Comunista de las Tierras Vascas y a los dirigentes de Batasuna detenidos Arnaldo Otegi, Joseba Permach y Joseba Álvarez.
Asimismo, se señalaba que la Frente Popular Galega proviene del Partido Comunista de Liberación Nacional, una sección del BNG expulsada tras pedir el voto para Herri Batasuna cuando todavía era legal en las elecciones al Parlamento Europeo de 1987.
Dados los indicios anteriores, la Fiscalía dio orden a la Policía y Guardia Civil de que investigasen posibles vínculos entre las organizaciones citadas, no habiéndolos encontrado en un primer momento. De igual manera la propia candidatura Iniciativa Internacionalista desmintió poco después esa supuesta relación. Aun así el Gobierno manifestó que impugnaría la lista si se demostrase su relación con Batasuna.
El 7 de mayo de 2009 se anunció que el Gobierno, a través de la Abogacía General del Estado y la Fiscalía trataría de impugar la candidatura, dada la información recibida por parte de los Cuerpos y Fuerzas de Seguridad. De modo general se señaló, como razones de la decisión, el que diez de los representantes legales de la candidatura y veintitrés de sus candidatos mantuvieran diferentes relaciones con la izquierda abertzale, el que dos de ellos fueron promotores de Demokrazia 3 Milioi (que pretendió concurrir a las elecciones autonómicas vascas, siendo finalmente ilegalizada), el que tras la retirada de doce avales de diferentes cargos públicos la candidatura los sustituyese "a última hora y con carácter precipitado" por concejales de ANV, así como informes policiales entregados a la Fiscalía y a la Abogacía que acreditan la celebración de encuentros y reuniones con el entorno de Batasuna para formar la candidatura.
El 14 de mayo de 2009 la candidata Ángeles Maestro, a la pregunta de si II condenaba la violencia de ETA, respondió: no viene a cuento. No hay ninguna razón por la que tengamos que hablar de eso o de cualquier otra circunstancia de la vida que no está planteada; declaraciones que posteriormente el Tribunal Supremo tendría en cuenta a la hora de su dictamen.
Sin embargo, Batasuna recordó que la izquierda 'abertzale' ya manifestó en su día que su opción de cara a las próximas elecciones europeas era la de conformar una candidatura nacional que, bajo la denominación Euskal Herriaren Alde, abarcara al "conjunto de Euskal Herria" y respondiera a la necesidad de acumular fuerzas soberanistas-independentistas en pos de la consecución de un escenario democrático y la construcción de un Estado vasco desde la izquierda. Opción que sólo ha podido ser materializada legalmente en Ipar Euskal Herria debido a que el resto de fuerzas políticas llamadas a participar en dicho proyecto han vuelto a anteponer sus intereses partidistas a los intereses del país. También aseguró que no participaron en la creación y promoción de esta candidatura y se solidarizaron con los integrantes de la misma.
El Tribunal Supremo de España, aplicando la Ley de Partidos, anuló el sábado 16 de mayo, por once votos a cinco, la candidatura al Parlamento Europeo al considerar que la lista era sucesora de los partidos Herri Batasuna, Euskal Herritarrok y Batasuna. De este modo se convertía en la octava formación impugnada desde 2003 por su relación con dichos partidos. Ese mismo día la formación anunció que empezaba los trámites para querellarse contra el ministro del Interior, al considerarle culpable de la ilegalización, al tiempo que recurrían la sentencia que consideraron el más grave atentado a los derechos civiles y políticos ocurrido desde el 23F.

### Apoyos contra la anulación
Desde que aparecieron las primeras noticias sobre la posible anulación de la lista y una vez aprobada dicha anulación por el Tribunal Supremo, numerosos partidos y colectivos se manifestaron públicamente en contra de la anulación. Desde el ámbito político, los más significativos fueron los de Izquierda Unida y el nacionalismo vasco. Por parte de IU, un grupo de militantes y simpatizantes, con Julio Anguita entre ellos, expresaron su rechazo a esa decisión por tratarse de un atropello a las libertades democráticas escudado en la Ley de Partidos. Ningún integrante de esa lista tiene ningún proceso penal abierto por ningún delito; al contrario, muchos de ellos, y en especial el dramaturgo Alfonso Sastre que la encabeza, es para nosotros un digno ejemplo de dignidad y coherencia intelectual, y solicitaron a IU que manifestase con toda contundencia la discrepancia de la organización con esa iniciativa gubernamental y decisión judicial. Finalmente IU hizo pública una declaración en la que anunciaba que desde la profunda discrepancia con el Auto, aceptará y respetará la sentencia del Tribunal Constitucional cuando está se produzca. También se manifestaron en contra Jordi Miralles, diputado y coordinador general de Esquerra Unida i Alternativa así como Oriol Junqueras, candidato de Esquerra Republicana de Catalunya (ERC). Desde el País Vasco y Navarra, todos los partidos del nacionalismo vasco con representación institucional, como el Partido Nacionalista Vasco (PNV), Aralar, Eusko Alkartasuna (EA) y Nafarroa Bai condenaron la anulación.
También numerosos colectivos y partidos de la extrema izquierda extraparlamentaria manifestaron su apoyo a II y reclamaron la derogación de la Ley de Partidos: Izquierda Anticapitalista, el Partido Comunista de los Pueblos de España (PCPE), Nós-Unidade Popular, Endavant, Nación Andaluza, Unidá Nacionalista Asturiana (UNA), Agora País Llionés, A Enrestida (Aragón), Bloque Independentista de Cuchas (Aragón), Estat Valencià, Conceju Nacionaliegu Cántabru, los partidos canarios Unidad del Pueblo, y Alternativa Popular Canaria, el Movemento Galego ao Socialismo o las organizaciones juvenilels Maulets, Chobenalla Aragonesista, Astral Aragón, Yesca Adiante, Jaleo!!!, Unibersidá-Coleutibo Aragonesista (UCA) y el Consejo de la Juventud de Torrelavega.
Desde el ámbito sindical, diversos sindicalistas a título individual, pertenecientes fundamentalmente a Comisiones de Base (Co.bas), pero también a Confederación General del Trabajo y Comisiones Obreras, firmaron un manifiesto de apoyo a la candidatura. Desde Aragón y Galicia, el Sindicato Obrero Aragonés (SOA), la Central Unitaria de Traballadores y la Confederación Intersindical Galega apoyaron también a II. En el mismo sentido se pronunció la secretaria general del sindicato abertzale LAB.
Desde fuera de España, Iniciativa Internacionalista anunció el envío de una carta de apoyo del premio Nobel de la Paz, Adolfo Pérez Esquivel, al presidente del gobierno, José Luis Rodríguez Zapatero. También el apoyo de un grupo de parlamentarios en la Asamblea de Córcega de la formación Corsica Libera, así como del partido independentista sardo Sardigna Natzione Indipendentzia, el Bloco de Esquerda portugués y el Nuevo Partido Anticapitalista de Francia. Las Madres de Plaza de Mayo Línea Fundadora y la Liga Internacional de los Trabajadores - Cuarta Internacional se sumaron también a la condena de la anulación.

### Recurso y condena de la violencia
El 18 de mayo de 2009 la formación presentó un recurso contra la anulación ante el Tribunal Constitucional. En él declaró que "el uso de la violencia [es] completamente ajeno a su [de II] forma de acción y cultura política", expresando "un claro rechazo y condena del uso de la violencia para la obtención de objetivos políticos en el marco de un Estado democrático", citando además condenas de acciones de ETA de miembros de la candidatura vetada.
Así todo la Abogacía General del Estado solicitó el 20 de mayo de 2009 al Tribunal Constitucional de España que denegara el recurso de II-SP al considerar que este partido no efectuó una condena clara de la organización terrorista ETA, si no, sólo de una manera genérica y abstracta la violencia.

### Revocación de la anulación por el Tribunal Constitucional
El Tribunal Constitucional estimó el recurso de amparo presentado por Iniciativa Internacionalista-Solidaridad entre los Pueblos (II-SP) contra la anulación de su candidatura el 21 de mayo de 2009, por lo que la formación quedó habilitada para presentarse a las Elecciones al Parlamento Europeo del 7 de junio.
La sentencia, que no hizo mención a la condena de la violencia realizada en el recurso de amparo, si especificó que no es constitucionalmente aceptable la tesis de la denominada “contaminación sobrevenida” que, en el parecer del Tribunal Supremo, padecerían cuantos, sin ser ellos mismos motivo para la ilegalización de una candidatura, figuraron como candidatos en una lista ilegalizada (fundamento jurídico Octavo), pues el efecto jurídico que ello implica no puede ser en ningún caso consecuencia de la disolución de un partido que, según tenemos repetido, no supone la privación del derecho de sufragio de sus dirigentes, afiliados, simpatizantes o votantes y que ha de rechazarse la idea de que la movilización del voto que habría correspondido a las formaciones ilegalizadas sea una finalidad objetable hasta el punto de cifrar en ella la consideración sospechosa atribuida en el Auto recurrido a la presencia del Sr. Sastre como cabeza de lista.
Tras la decisión del Tribunal Constitucional, la coalición solicitó la dimisión del ministro de Interior Alfredo Pérez Rubalcaba. Asimismo en rueda de prensa frente al Tribunal Constitucional sus dirigentes se negaron a condenar expresamente la violencia de ETA porque es "un planteamiento simplista" para resolver el conflicto vasco, y monstraron su "completamente satisfecha" de recibir el apoyo de los votantes de la izquierda abertzale. Al día siguiente de hacerse pública la sentencia del Tribunal Constitucional, en un acto en Madrid se negaron de nuevo a condenar expresamente la violencia de ETA a la vez que mostraba de nuevo su satisfacción si la izquierda abertzale pidiera el voto para la candidatura.

## Resultados
Finalmente la coalición obtuvo 178.121 votos (1,15% de los votos a candidaturas) en toda España, sin conseguir representación. Fue la séptima fuerza más votada y la primera de entre las que no obtuvieron representación. Dentro de estos resultados, 139.981 votos los cosechó en el País Vasco y Navarra (53.241 en Guipúzcoa, 52.876 en Vizcaya, 23.153 en Navarra y 10.710 en Álava). Fue la tercera lista más votada en Guipúzcoa (con el 23,89% de los votos a candidaturas) y Navarra (con el 11,60%) y la cuarta en Vizcaya (con 13,05%) y en Álava (11,04%). Estos votos le aportaron el 78,59% de sus votos totales. En Cataluña obtuvo 16.792 votos, siendo la séptima lista. En Castilla y León, donde se encuentra la sede de los dos partidos que integraban formalmente la coalición, obtuvo 1.981 votos (0,18%), siendo la octava lista. En Aragón, donde se presentaba bajo la marca Iniciativa Internacionalista-Cucha Independentista, obtuvo 957 votos (0,21%), siendo la octava lista más votada. En Andalucía con más votos pero menor en proporción, consiguió 2.201 (0.08%)
II afirmó que no habían obtenido representación debido un fraude electoral orquestado por el Estado.

### Denuncia de irregularidades y posible impugnación de los resultados
En lo que respecta al País Vasco y Navarra, al menos 1.800 votos que los interventores de II-SP afirmaron que les habían correspondido, en el escrutinio oficial, realizado por la Junta Electoral Central, fueron a parar a otras candidaturas. Según el diario abertzale Gara, en localidades como Cardedeu, Sitges, San Felíu de Llobregat o Benicarló los datos de los ayuntamientos no coinciden con los del Ministerio del Interior ni en blancos, ni en nulos y en algunos casos tampoco en el número de votantes, apuntando también a la existencia de irregularidades en toda España.
Desde Iniciativa Internacionalista se afirmó que habían recibido numerosas quejas de votantes que pese a haber votado a dicha candidatura, en el registro oficial no figura ninguno en su circunscripción. También declararon como sospechoso que haya habido un incremento, sobre todo destacable en Cataluña, de 57.000 votos nulos (descontando los 113.000 atribuidos a Herritarren Zerrenda en el 2004) y 125.000 blancos respecto a las anteriores Elecciones al Parlamento Europeo, cuando ningún movimiento de importancia había llamado a este tipo de voto, ni hubo un incremento general de voto. Esto, sumado a lo anteriormente descrito, les dio paso de valorar la posibilidad, que a estas alturas no descartamos, de impugnar las elecciones europeas en el conjunto del Estado Español.
Asimismo el Partido Popular interpuso una denuncia ante la Junta Electoral de Vizcaya contra Iniciativa Internacionalista por portar sus apoderados carteles aludiendo a Jon Anza (militante de ETA, desaparecido en mayo de 2009 en Francia).
Tras la proclamación de los resultados definitivos el 24 de junio por parte de la Junta Electoral Central, II-SV interpuso un recurso contencioso-electoral, reclamando la anulación de las elecciones. El 15 de julio, el Tribunal Supremo rechazó el recurso, ante lo cual sus representantes anunciaron que interpondrían un nuevo recurso ante el Tribunal Constitucional.

### Resultados en el País Vasco y Navarra
Los resultados de las elecciones situaron a Iniciativa Internacionalista como la tercera lista más votada tanto en Guipúzcoa como en Navarra así como cuarta en Álava y Vizcaya. El 9 de junio de 2009, Gara publicó una traslación de los resultados de Iniciativa Internacionalista en estas comunidades, según el cual, trasladando los resultados provisionales de las elecciones a unos hipotéticos Parlamento Vasco y Parlamento de Navarra, Iniciativa Internacionalista hubiese obtenido 12 parlamentarios en el primero (sobre 75) y 6 en el segundo (de 50).